# The Young Person's Guide to the Orchestra
The Young Person's Guide to the Orchestra (La guida del giovane all'orchestra opus 34 – Variazioni e fuga su di un tema di Purcell), è una composizione musicale di Benjamin Britten del 1946. È ispirata al rondò dalle musiche di scena composte da Henry Purcell per il dramma di Aphra Behn Abdelazer. 
Il lavoro è uno dei più conosciuti pezzi del compositore, e uno dei tre popolarmente usati per l'educazione musicale dei bambini, insieme con Il carnevale degli animali di Saint-Saëns e con Pierino e il lupo di Sergej Prokof'ev.

## Organico
L'opera è composta per una grande orchestra sinfonica che comprende:
- legni: ottavino, 2 flauti, 2 oboi, 2 clarinetti in si bemolle e la, e 2 fagotti
- archi (violini I e II, viole, violoncelli e contrabbassi) e arpa
- ottoni: 4 corni in fa, 2 trombe in do, 3 tromboni e basso-tuba
- percussioni: timpani, grancassa, piatti, tamburino, triangolo, tamburo rullante, woodblock, xilofono, nacchere, tam-tam e frusta

## Struttura dell'opera
Il tema, le variazioni, e la fuga si susseguono senza soluzione di continuità nel seguente ordine:
- Tema: allegro maestoso e largamente, eseguito in successione da tutti, legni, ottoni, archi e percussioni
- variazioni
  - A: flauti e ottavino (presto)
  - B: oboi (lento)
  - C: clarinetti (moderato)
  - D: fagotti (allegro alla marcia)

- - E: violini (brillante: alla polacca)
  - F: viole (meno mosso)
  - G: violoncelli
  - H: contrabbassi (cominciando lento ma poco a poco accelerando ad allegro)
  - I: arpa (maestoso)

- - J: corni (l'istesso tempo)
  - K: trombe (vivace)
  - L: tromboni e basso-tuba (allegro pomposo)

- - M: percussioni (moderato)
    - timpani
    - grancassa e piatti
    - tamburino e triangolo
    - tamburo militare e block
    - xilofono
    - nacchere e tam-tam
    - frusta
    - tutti
- fuga (allegro molto)